# Straßenbahn Frankfurt (Oder)
Die Straßenbahn Frankfurt (Oder) verkehrt seit 1898 als elektrische Straßenbahn in der brandenburgischen Stadt Frankfurt (Oder). Auf einem meterspurigen Streckennetz von etwa 19,5 Kilometern Länge verkehren drei Haupt- und zwei Verstärkungslinien.
Die Straßenbahn wird von der Stadtverkehrsgesellschaft mbH Frankfurt (Oder) betrieben.

## Geschichte
Ende des 19. Jahrhunderts hatte Frankfurt (Oder) etwa 50.000 Einwohner, die Vorstädte Dammvorstadt, Lebuser Vorstadt und Beresinchen wuchsen an und die Stadt war an mehrere Eisenbahnlinien angeschlossen. Der innerstädtische Verkehr wurde jedoch nur durch Droschken und Fuhrwerke bedient. Es gab viele Anfragen zur Einrichtung von Straßenbahnstrecken für den Güter- und Personentransport. Der Plan, eine Pferdebahn durch die Berliner Regierungsbaumeister Christian Havestadt und Werner Contag errichten zu lassen scheiterten an der Eisenbahngesellschaft, die die ihr gehörende Bahnhofstraße nicht für die Verlegung von Schienen freigab.
Im Jahr 1894 diskutierte man in der Stadt über die Schaffung eines Pferdebahnnetzes von vier Linien. Diese sollten den Markt mit dem Bahnhof, dem Stadtteil Beresinchen, dem Schützenhaus und der Küstriner Straße verbinden. Die Pferdebahn war zu dieser Zeit aber schon eine veraltete Technologie – in Österreich war am 22. Oktober 1883 die erste elektrische Straßenbahn in Betrieb gegangen. Darum beschloss die Frankfurter Stadtverordnetenversammlung am 19. März 1896 den Bau einer elektrisch betriebenen Straßenbahn. Ein entsprechender Vertrag mit der AEG wurde nach langen Verhandlungen am 22. April 1896 vom Oberbürgermeister Paul Adolph unterschrieben. Am 7. April 1896 wurde in der Dammvorstadt der erste Oberleitungsmast aufgestellt. Am 10. Juli 1897 traf der erste Triebwagen in Frankfurt ein. Der erste Fuhrpark bestand aus 18 Triebwagen und sechs offenen Anhängern für den Sommerbetrieb mit einer Spurweite von 1 m. Das notwendige Elektrizitätswerk und das Straßenbahndepot wurden auf dem Grundstück Bachgasse 4 / Fischerstraße 6 errichtet. Am 20. Dezember 1897 nahm das als Gleichstromwerk errichtete Elektrizitätswerk den Probebetrieb auf. Am 23. Dezember 1897 fuhr Wagen Nr. 4 probeweise vom Elektrizitätswerk zum Neuen Kirchhof und zurück. Am 22. Januar 1898 erfolgte die offizielle Eröffnungsfahrt. An allen Straßenkreuzungen wurden die Bahnen von einer begeisterten Menge erwartet. Einen Tag darauf, Sonntag, den 23. Januar 1898, wurde auf zwei Linien der Regelbetrieb eröffnet, Buschmühlenweg – Wilhelmsplatz – Magazinplatz und Neuer Kirchhof – Wilhelmsplatz.

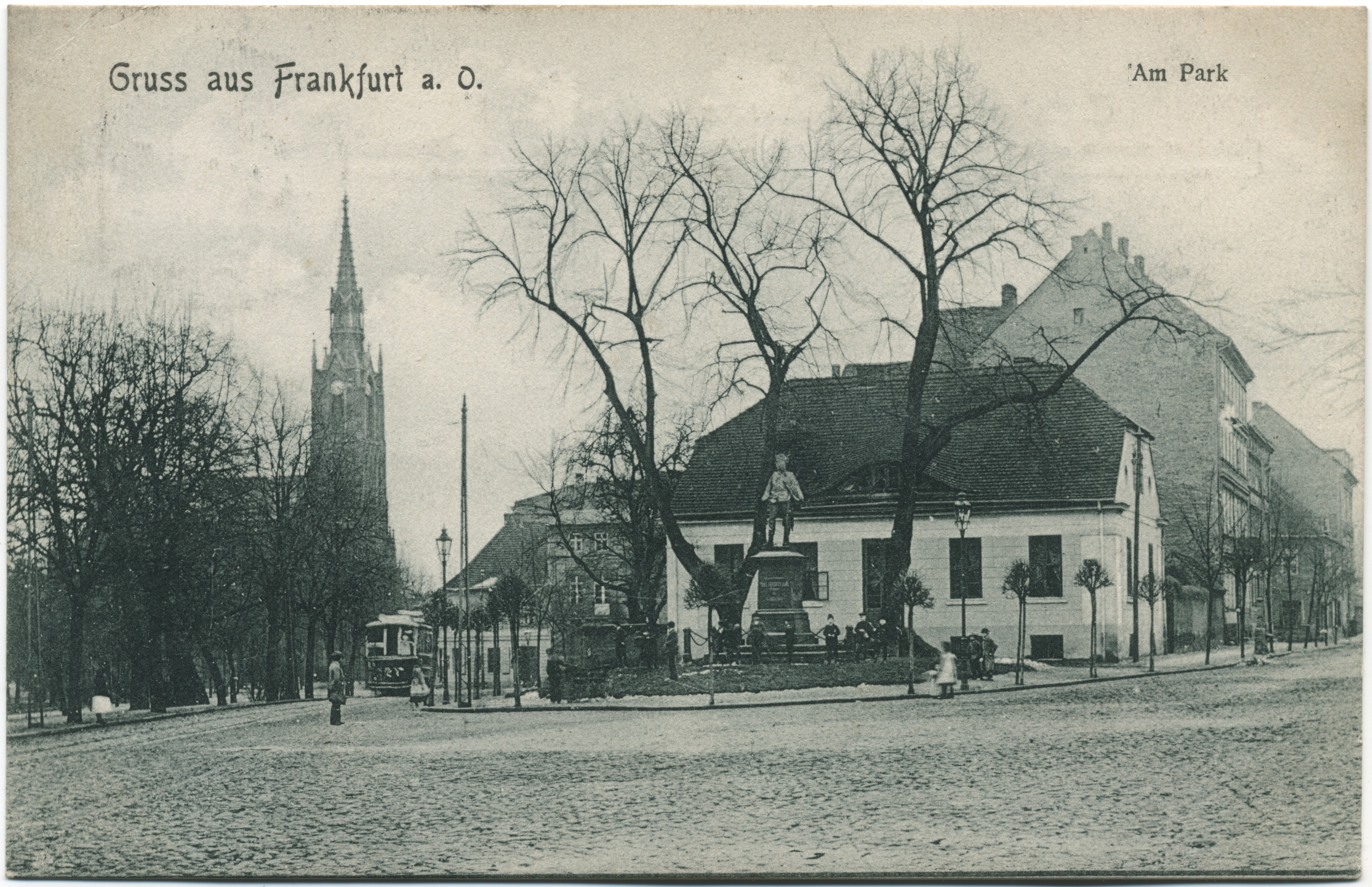
Straßenbahn nahe der St.-Gertraud-Kirche, 1907

Erstere führte vom Chausseehaus im Buschmühlenweg über den Wilhelmsplatz (heute Zehmeplatz und Platz der Republik) zum Magazinplatz (heute Karl-Ritter-Platz). Zweitere führte vom Neuen Kirchhof (heute Hauptfriedhof) bis zum Wilhelmsplatz (heute Platz der Republik). Nachdem die Eisenbahngesellschaft ihre Genehmigung telegrafisch übermittelt hatte, konnte der Straßenbahnbetrieb am 8. Februar 1898 auch auf der Strecke Bahnhof – Schützenhaus aufgenommen werden. Die drei Linien wurden nach Farben unterschieden und hatten eine Gesamtlänge von 9,5 km. Während des ersten Betriebsjahres benutzten fast 1,9 Mio. Fahrgäste die Straßenbahn.
Sechs weitere Triebwagen wurden geliefert. Die AEG wollte das Elektrizitätswerk verkaufen, konnte sich aber mit der Stadt nicht einigen. So ging es an die Eisenbahngesellschaft, auf welche im April 1899 die Konzession übertragen wurde. Am 21. Dezember 1899 ging eine weitere, 2,4 km lange Strecke in Betrieb: Logenstraße – Kasernen (Paulinenhof). Dazu kam eine Streckenverlängerung vom Magazinplatz zum Schlachthof. Die vier farblich unterschiedene Linien wurden bis 1906 beibehalten.
- grün – Linie 1: Chausseehaus – Schlachthof
- rot – Linie 2: Bahnhof – Markt – Schützenhaus
- gelb – Linie 3: Junkerstraße (Markt) – Beresinchen (Neuer Kirchhof)
- blau – Linie 4: Logenstraße – Kasernen

Ab 1905 wurden die Strecken zweigleisig ausgebaut, Streckenführungen verändert, mehr Haltestellen geschaffen, der Takt verdichtet und die Unpünktlichkeit bekämpft.
Ab dem 11. November 1906 gab es eine veränderte Linienführung:
- Grüne Linie: Schlachthof – Chausseehaus
- Grün-Weiße Linie: Carthaus – Küstriner Straße
- Rote Linie: Bahnhof – Schützenhaus
- Gelbe Linie: Markt – Beresinchen
- Weiße Linie: Logenstraße – Kasernen

1908 kam es zur nächsten Streckenerweiterung, diesmal vom Paulinenhof zum Hellweg. Das Streckennetz wuchs auf 12 km an. 1915 wurde das Zahlkastensystem durch Schaffner abgelöst.
Während des Ersten Weltkrieges (1914–1918) wurde der Straßenbahnverkehr zwar nie eingestellt, war aber erheblich beeinträchtigt. Es kam zu Stromausfällen, Strecken wurden verkürzt und die kupfernen Oberleitungen wurden durch Leitungen aus Zink und Stahl ersetzt. Ab 1915 wurden zunehmend Frauen als Straßenbahnfahrerinnen eingesetzt, da die Männer an die Front gingen.
Am 13. März 1922 wurden die Frankfurter Elektrizitätswerke gegründet, die zur Hälfte der Stadt gehörten. Am 1. April 1922 übernahmen die Frankfurter Elektrizitätswerke den Straßenbahnbetrieb. Wegen der Deutschen Inflation 1914 bis 1923 stellte man am 28. Dezember 1922 die erste und im Februar 1923 eine weitere Strecke ein. Der Straßenbahnverkehr wurde während der Hyperinflation nie ganz eingestellt. Jedoch blieben nur sechs Triebwagen in Betrieb, während die anderen ausgeschlachtet wurden. Am Tiefpunkt der Inflation im November 1923 betrug der Fahrpreis 100 Milliarden Mark.
Im Jahr 1924 wurde mit dem Umbau des Frankfurter Bahnhofes und des Bahnhofsvorplatzes die neue Endhaltestelle am Bahnhof errichtet. Im Juni 1925 wurde der Straßenbahnverkehr reformiert, es wurden Zahlen als Linienkennzeichnung eingeführt, ein 10-Minuten-Takt eingeführt und der Betrieb bis 23:00 Uhr verlängert.
- Linie 1: Bahnhof – Schlachthof
- Linie 2: Kasernen – Schützenhaus
- Linie 3: Wilhelmsplatz – Beresinchen
- Linie 4: Wilhelmsplatz – Chausseehaus

Am 1. Oktober 1925 wurde die Linienführung der Linie 3 geändert in: Beresinchen – Chausseehaus; die Linie 4 wurde eingestellt.
Die Linie 2 wurde 1927 für den Ausflugsverkehr in der Dammvorstadt vom Schützenhaus zum Ostmarkstadion verlängert. Für eine dichtere Zugfolge wurden im Juli 1927 weitere Trieb- und Beiwagen angekauft. Am 24. Juli 1929 wurden als Ergänzung zum Straßenbahnnetz die beiden ersten Buslinien eröffnet. Das Straßenbahnnetz wuchs am 14. Juli 1936 erneut, diesmal vom Hellweg bis zum Westkreuz. Im gleichen Jahr folgten zwei weitere Autobuslinien. Ab dem 1. April 1938 gab es eine neue Linienführung:
- Linie 1: Bahnhof – Schlachthof
- Linie 2: Westkreuz – Rathaus – Dammvorstadt (früher Schützenhaus) – Stadion an den Kleisthöhen
- Linie 3: Beresinchen – Rathaus
- Linie 4: Wilhelmsplatz – Buschmühlenweg

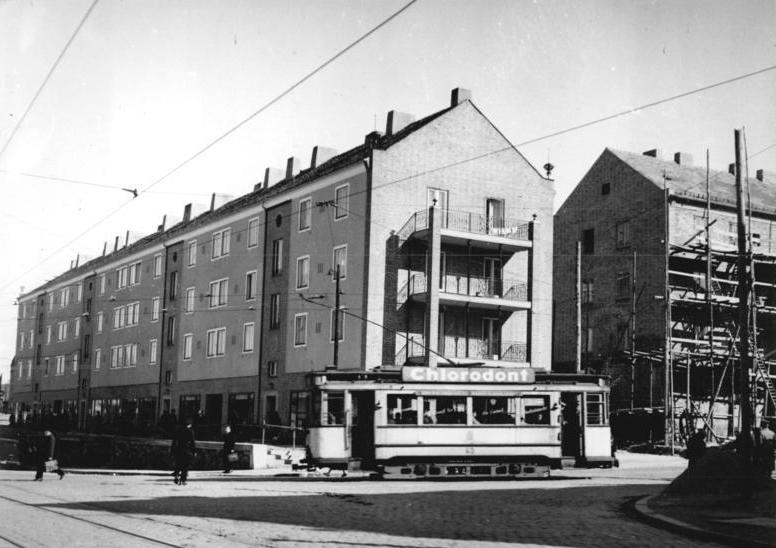
Tw 43 in der Wilhelm-Pieck-Straße im Jahr 1953

Am 22. April 1945 endete der Straßenbahnverkehr infolge der Kampfhandlungen des Zweiten Weltkrieges. Nach Kriegsende wurde der Straßenbahnverkehr schrittweise mit der Inbetriebnahme der Linie Wilhelmsplatz – Beresinchen am 10. Juli 1945 wieder aufgenommen. Die Strecke in die Dammvorstadt ging nicht mehr in Betrieb, denn der östlich der Oder gelegene Stadtteil gehörte nun zu Polen und hieß fortan Słubice. Das ganze übrige Netz wurde ab dem 28. September 1945 wieder vollständig betrieben.
Mitte der 1950er Jahre kamen die ersten Neubaufahrzeuge hinzu. Die Innenstadtstrecken wurden 1957 den neu geschaffenen Straßenverläufen angepasst. Am Westkreuz wurde 1966 die erste Wendeschleife im damaligen Netz errichtet, der weitere Schleifen folgten. Da die Straßenbahn mittelfristig durch Busse ersetzt werden sollte, stellte man ab 1970 zunächst den Verkehr auf der Strecke in den Buschmühlenweg ein. Durch die Ölkrise wurden diese Pläne jedoch aufgegeben und wieder Streckenerweiterungen durchgeführt. Als erstes ging 1976 die Verlängerung vom Hauptfriedhof zum Südring in Betrieb. Vier Jahre später wurde die Strecke in der Leipziger Straße (Wilhelm-Pieck-Straße) durch eine Neubaustrecke über den Bahnhof ersetzt. Ein Jahr später folgte der erste Abschnitt nach Neuberesinchen und 1982 wurde der Rest dieser Strecke fertiggestellt. Ab Mitte der 1980er Jahre fuhren sechs Straßenbahnlinien durch die Stadt.

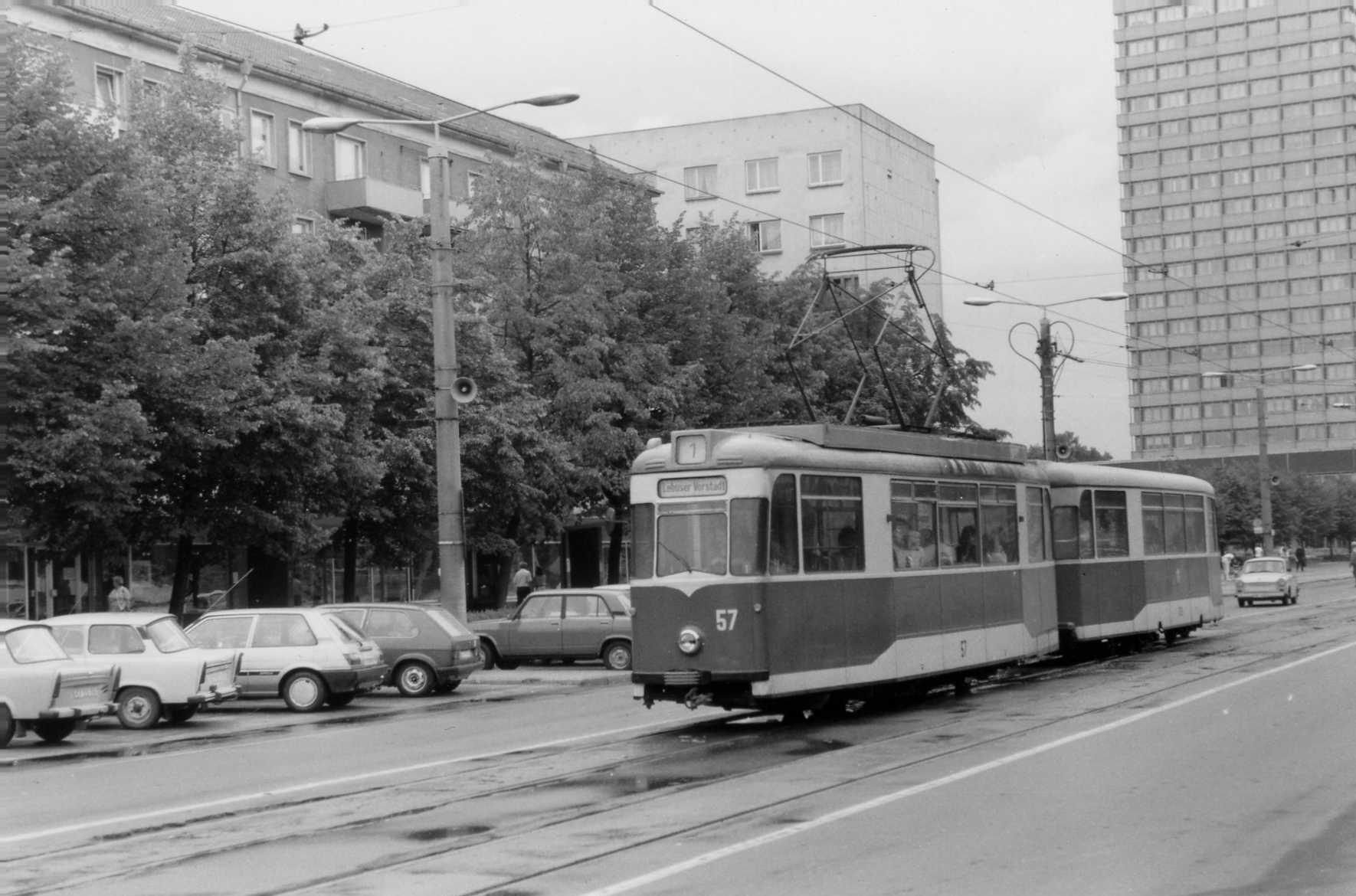
Die Gotha-Zweiachser waren auch in Frankfurt (Oder) bis 1995 unverzichtbar. Tw 57 in der Karl-Marx-Straße, 1990

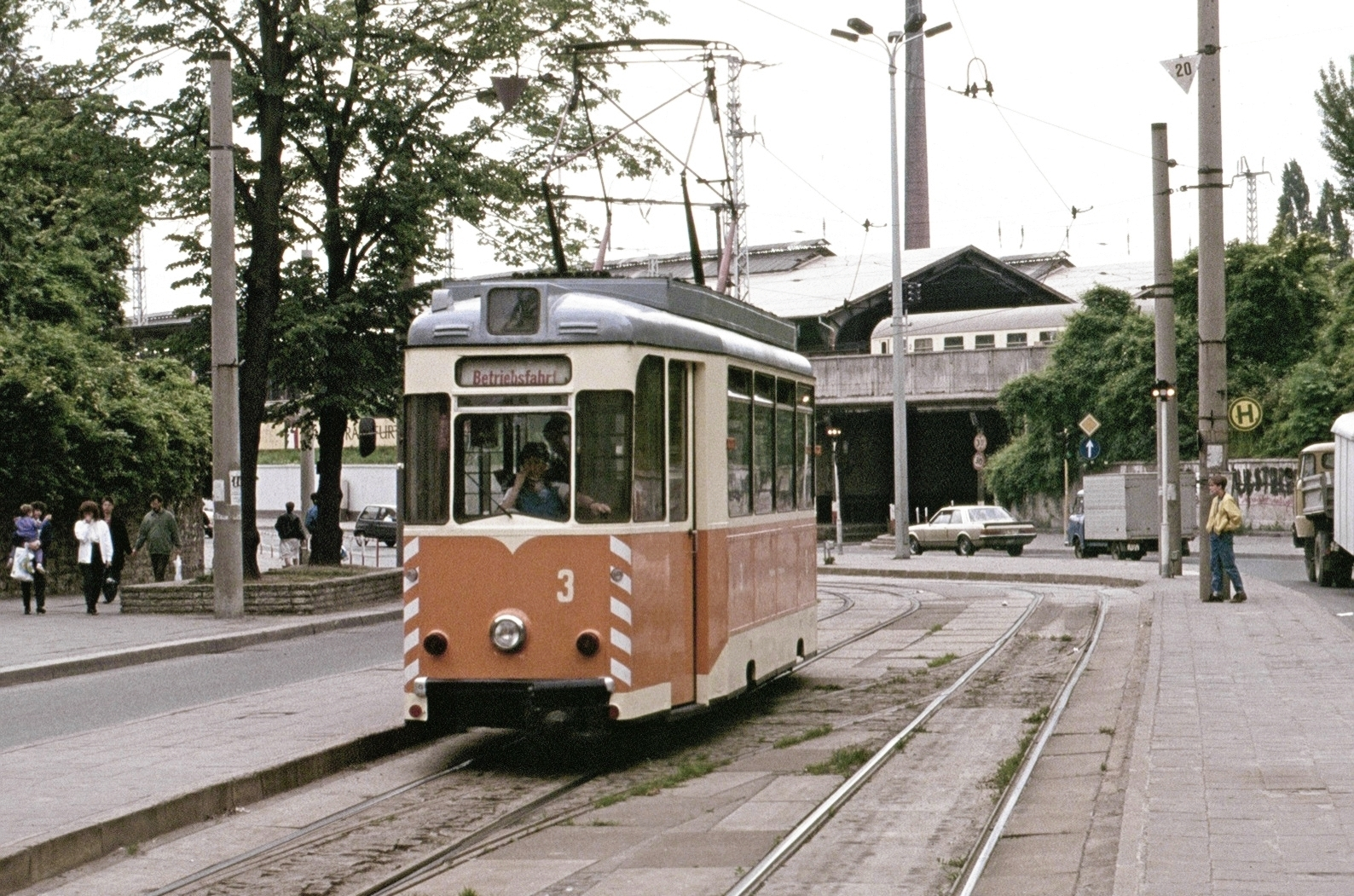
ATw 3 vor dem Bahnhofstunnel, 1991

- Linie 1: Neuberesinchen – Bahnhof – Platz der Republik (heute Zentrum) – Lebuser Vorstadt
- Linie 2: Westkreuz (heute Messegelände) – Platz der Republik – Stadion
- Linie 3: Kopernikusstr. – Bahnhof – Platz der Republik – Lebuser Vorstadt
- Linie 4: Kopernikusstr. – Bahnhof – Platz der Republik – Große Oderstraße (heute Europa-Universität)
- Linie 5: Neuberesinchen – Bahnhof – Westkreuz
- Linie 6: Neuberesinchen – Bahnhof – Platz der Republik – Große Oderstraße

Ab 1987 begann dann ein neues Zeitalter bei der Frankfurter Straßenbahn. Insgesamt 22 neue Fahrzeuge vom Typ KT4D kamen aus der Tschechoslowakei. Ein Jahr später fand die mit 5,6 km Länge größte Netzerweiterung in der Geschichte der Frankfurter Straßenbahn statt. Bis zum Halbleiterwerk in Markendorf wurde die Strecke von der Kopernikusstraße verlängert. Zusammen mit den verlängerten Linien 3 und 4 fuhr eine neue Linie 7 von Markendorf nach Neuberesinchen. Eine weitere Neubaustrecke ins Hansa-Viertel war bereits im Gespräch. Diese Pläne konnten jedoch durch die Wende und den wirtschaftlichen Zusammenbruch der Region nicht mehr verwirklicht werden. Allerdings wurde das vorhandene Netz modernisiert. Neue Niederflurbahnen vom Typ GT6M ersetzten ab 1993 die letzten – bis zu 40 Jahre alten – zweiachsigen Fahrzeuge aus DDR-Produktion. Darüber hinaus modernisierte man die Tatra-Gelenkwagen. Der 100 Jahre alte Betriebshof in der Bachgasse wurde 1998 endgültig durch einen Neubau in Neuberesinchen ersetzt.

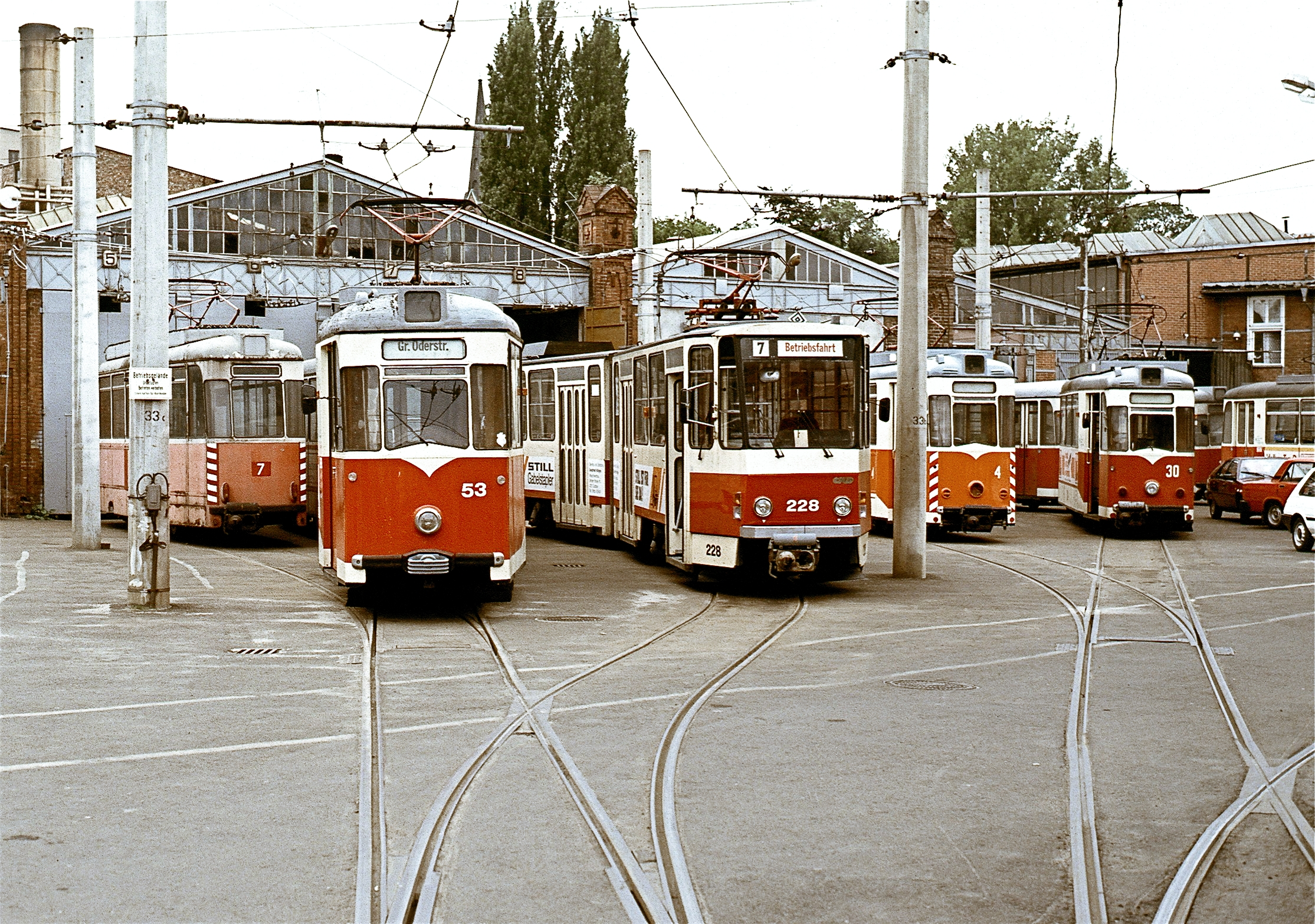
Ehemaliger Betriebshof Bachgasse, 1991

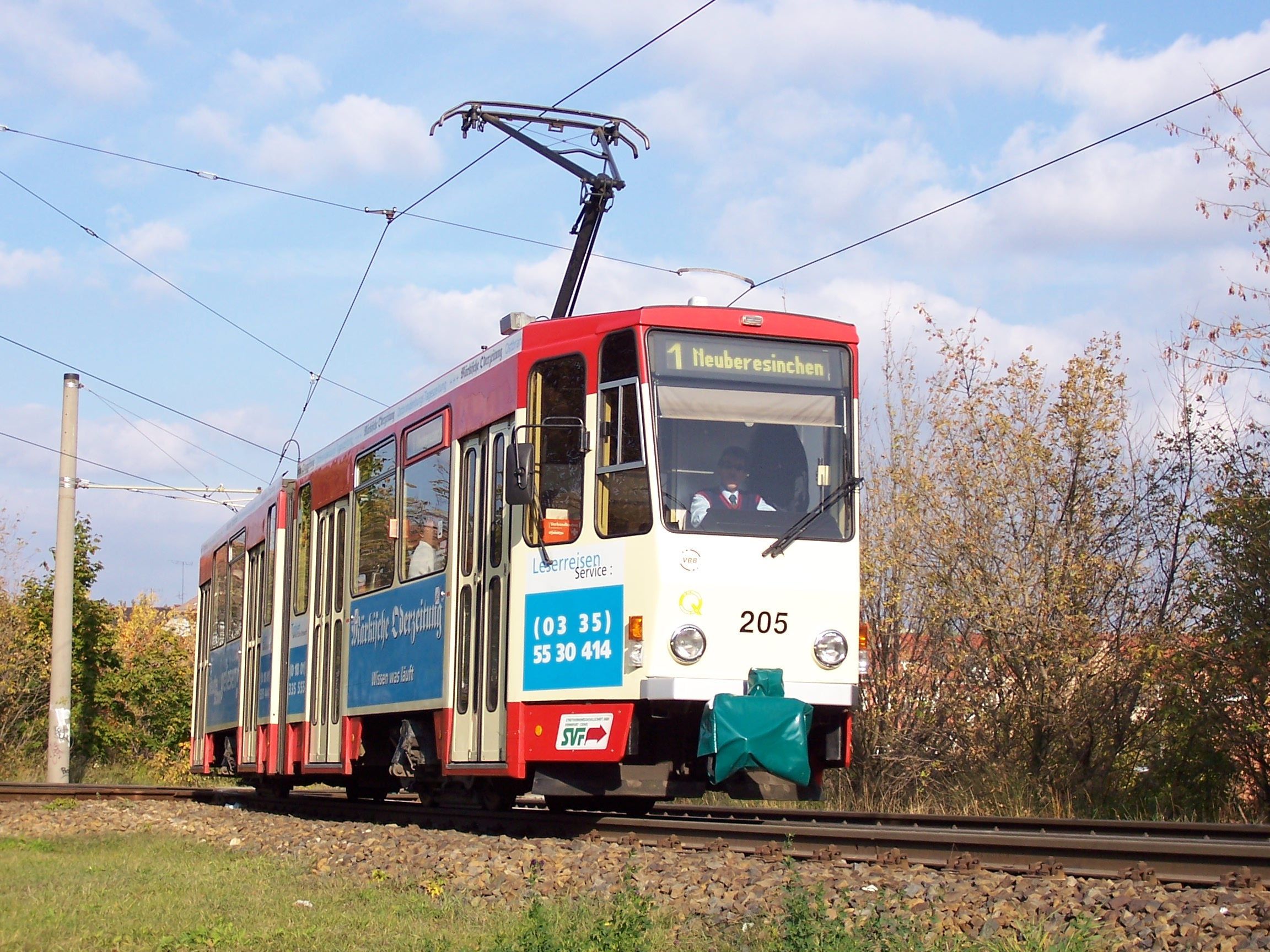
KT4Dm in Frankfurt (Oder)

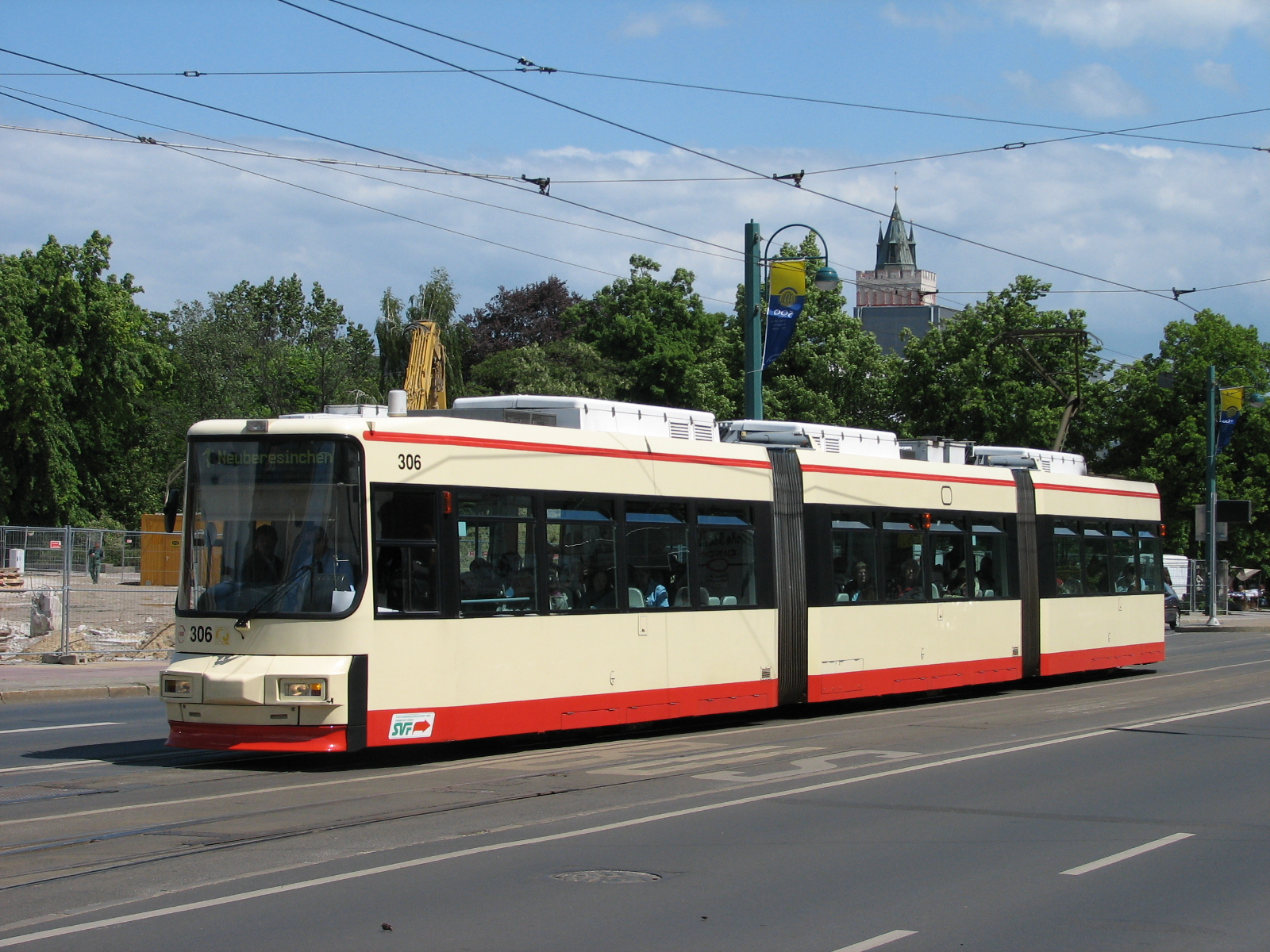
GT6M in Frankfurt (Oder)

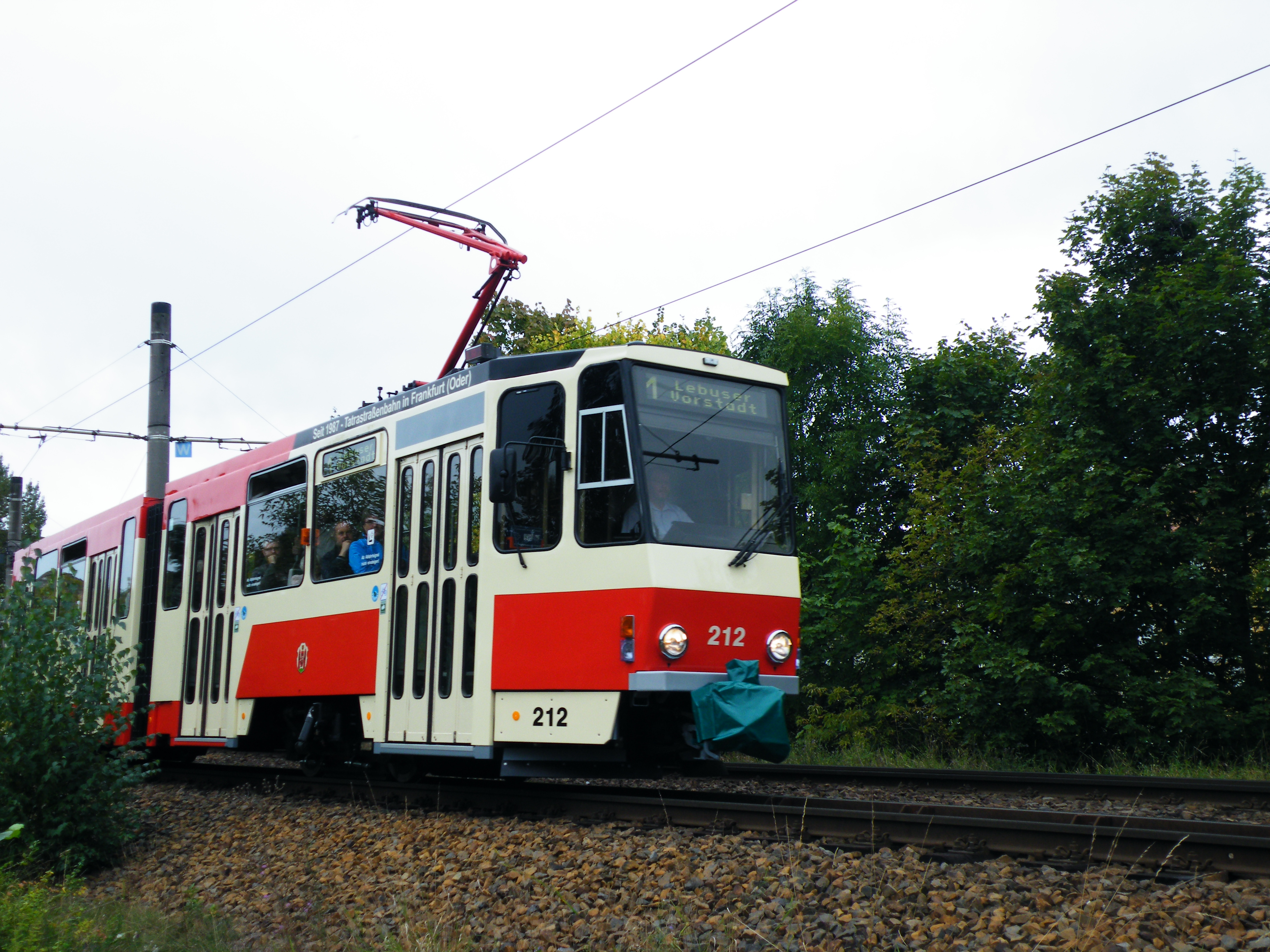
KT4DM mit historischem Anstrich im vorderen Bereich

Die Stadtverordnetenversammlung beschloss am 3. Februar 2005 mit knapper Mehrheit den Weiterbau der Straßenbahn über den Grenzfluss Oder hinweg nach Słubice. Der Bau der Strecke wurde jedoch durch eine unverbindliche Volksbefragung Anfang 2006 mit einer großen Mehrheit abgelehnt. Daraufhin wurden die Erweiterungspläne zunächst fallen gelassen. Im Dezember 2012 wurde aber zumindest die lange geplante Buslinie 983 vom Frankfurter Bahnhof nach Słubice eröffnet.
2010 besaß die Stadt ein Straßenbahn-Liniennetz von 43 km mit 73 Haltestellen, von denen 29 barrierefrei waren. Bei 8 der 27 Straßenbahnen, die jeweils rund 45.000 km pro Jahr zurücklegen, handelt es sich um Niederflurbahnen. Der öffentliche Nahverkehr beförderte 2010 in der Stadt etwa 10,9 Millionen Fahrgäste.
Im Dezember 2014 äußerte sich der Geschäftsführer der Stadtverkehrsgesellschaft Frankfurt (Oder) weiterhin positiv zu der Verlängerung der Straßenbahn nach Słubice. Die Verlängerung der Straßenbahn solle auf jeden Fall mittelfristig ein Ziel bleiben. Begründet wurde dies damit, dass die Fahrgastzahlen der bestehenden Buslinie 983 jedes Jahr um mehrere Prozent gestiegen seien und es, besonders an den Wochenenden, immer wieder zu Überfüllungen im Busverkehr der Linie 983 kommen würde.

### Erneuerung des Fuhrparks
Im September 2014 kündigte die Stadtverkehrsgesellschaft die Anschaffung 15 neuer Niederflurstraßenbahnen an, die in den Jahren 2017–2022 nach und nach in Betrieb gehen sollen. Damit solle die gesetzliche Forderung nach einem barrierefreien öffentlichen Personennahverkehr ab 2022 erfüllt werden. Die europaweite Ausschreibung startete im Mai 2015 und sah die Anschaffung von 13 Niederflurfahrzeugen mit der Option auf zwei weitere Fahrzeuge vor, die ab Dezember 2017 eingesetzt werden sollen. Das ursprüngliche Vorhaben einer gemeinsamen Großbestellung mit anderen brandenburgischen Straßenbahnbetrieben, um die Stückkosten zu reduzieren, konnte damit nicht realisiert werden, weil einerseits die Zeit zu knapp wurde und andererseits die anderen Betriebe kostengünstigere Wege über Gebrauchtfahrzeuge oder die Modernisierung des bestehenden Fuhrparks einschlugen.
Im Januar 2016 bat die Stadtverkehrsgesellschaft die beiden Bieter auf die Ausschreibung, die Angebotsbindefrist bis zum 30. September 2016 zu verlängern, weil die Finanzierung der Neufahrzeuge bisher nicht gesichert werden konnte. Anders als andere Bundesländer bot das Land Brandenburg keinerlei finanzielle Unterstützung für die Anschaffung neuer Fahrzeuge, sodass die Stadt die Kosten komplett selbst über Kredite stemmen musste. Um die Gesamtkosten zu reduzieren, sollten die Option auf zwei Zusatzfahrzeuge nicht gezogen und lediglich 13 Fahrzeuge angeschafft werden. Sollte auch das nicht finanzierbar sein, hätte über eine weitere Reduzierung des Bestellumfangs und zudem über eine Modernisierung des bestehenden Fuhrparks nachgedacht werden müssen. Damit wären die Gesamtkosten auf lange Zeit jedoch nur weiter gestiegen.
Am 14. März 2016 traf die Frankfurter Stadtverordnetenversammlung eine Grundsatzentscheidung für die Straßenbahn. Die Option einer teilweisen oder kompletten Umstellung des Netzes auf Busbetrieb wurde mehrheitlich abgelehnt und stattdessen die Untersuchung von vier Varianten zur Anschaffung der 13 Neufahrzeuge beschlossen. Variante 1 umfasste dabei den ursprünglichen Plan mit dem Zeithorizont 2017–2021. Favorisiert wurde jedoch Variante 2, die die Anschaffung der ersten sechs Neufahrzeuge erst im Jahr 2021 vorsieht. Dafür sollten sieben Tatrabahnen modernisiert und die übrigen sieben Neufahrzeuge erst in den Jahren 2027–2029 angeschafft werden. Damit setzte man die Hoffnung auf künftige brandenburgische Landesregierungen, die in ihren Legislaturperioden die Förderung von Neufahrzeugen wieder einführen könnten. Das Ergebnis dieser Untersuchung sollte am 23. Juni 2016 vorgelegt und die Entscheidung bis zum 30. September 2016 getroffen werden.
Am 19. September 2016 sprach sich die Stadtverordnetenversammlung sowohl gegen den schnellen Ankauf aller 13 Neufahrzeuge bis 2021 (Variante 1) als auch gegen eine Anschaffung innerhalb von zwei Zeitperioden bis 2029 mit zwischenzeitlicher Aufarbeitung von Altfahrzeugen (Variante 2) aus. Die Mehrheitsträger begründeten ihre Entscheidung mit einem Verweis auf die angespannte Haushaltslage Frankfurts und damit, dass ein sofortiger Kauf aller Fahrzeuge das Signal an die brandenburgische Landesregierung senden würde, die Stadt wäre finanziell in der Lage, die Anschaffung der Neufahrzeuge komplett selbst zu schultern. Frankfurts Oberbürgermeister Martin Wilke verkündete jedoch, dass er Signale aus der brandenburgischen Landesregierung vernommen habe, dass es künftig ein Förderprogramm für die Fahrzeugbeschaffung geben könnte. Sollte es dazu kommen, hätte Frankfurt mit einer sofortigen Entscheidung jedoch nicht mehr davon profitieren können. René Wilke, finanzpolitischer Sprecher der Fraktion Die Linke im brandenburgischen Landtag, der an den laufenden Haushaltsplanungen beteiligt ist, konnte solch ein Vorhaben der Landesregierung jedoch nicht bestätigen. Zwischenzeitlich gab die Geschäftsführung der Stadtverkehrsgesellschaft eine Verlängerung der Angebotsbindefrist mit den beiden Bietern bis zum 31. Dezember 2016 bekannt. Nach einer weiteren Verlängerung der Angebotsbindefristen beschloss die Stadtverordnetenversammlung am 27. April 2017 die Beschaffung von 13 Niederflurfahrzeugen bis zum Jahr 2022 zu einem Preis von 34,8 Millionen Euro. Wegen der wiederholten Verschiebung der Zuschlagserteilung hatten die Hersteller Solaris und Škoda Transportation im Herbst 2017 ihre Angebote von 2015 zurückgezogen. Erst mit der Änderung des ÖPNV-Gesetzes im Dezember 2017 ermöglichte Brandenburg als letztes Bundesland eine Förderung bei Neubeschaffungen.

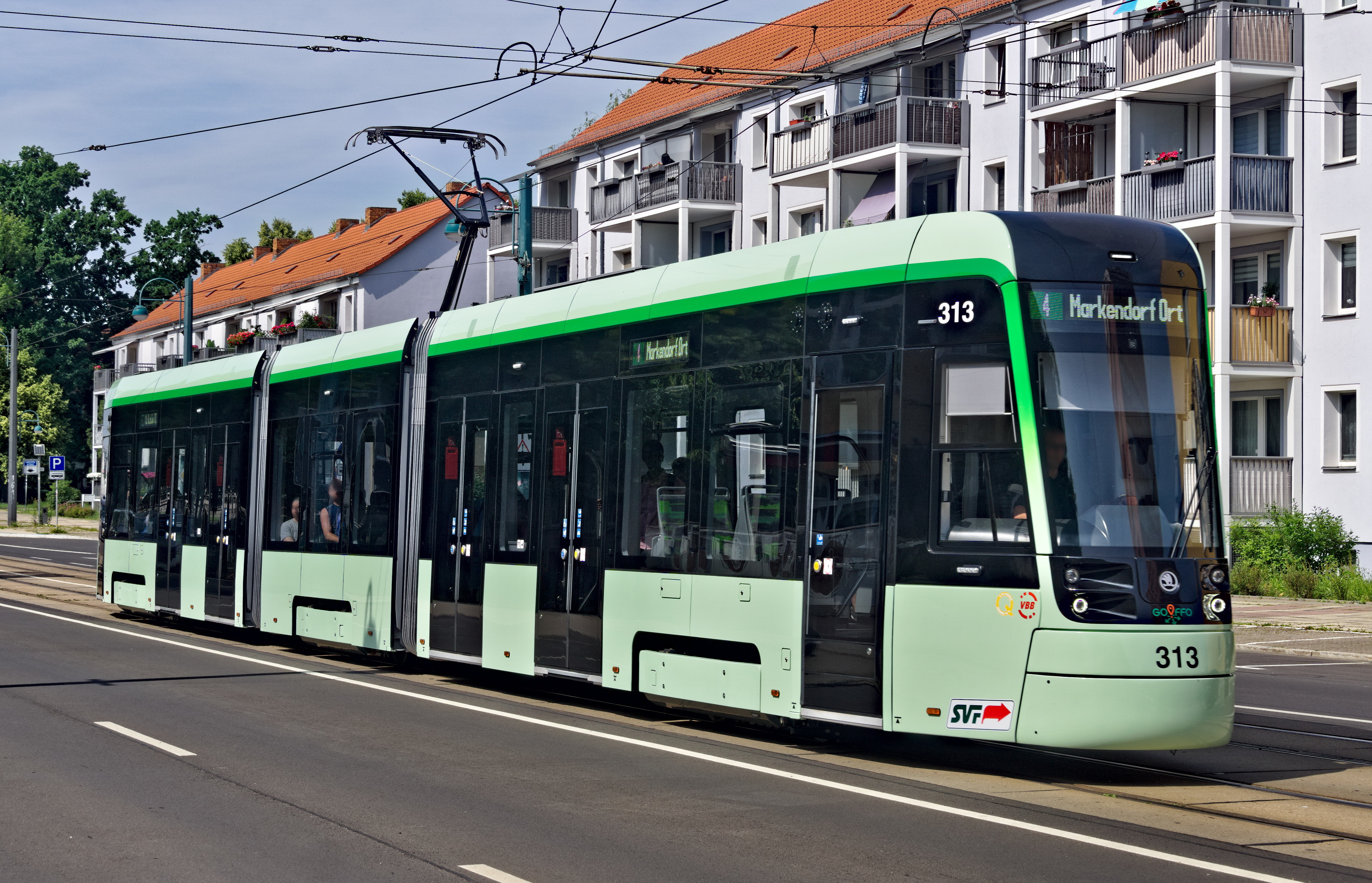
46T ForCity Plus

Nachdem die Ausschreibung auf eigene Faust gescheitert war, wurde Frankfurt Teil einer gemeinsamen Ausschreibung mit Cottbus und Brandenburg (Havel). Nach einiger Verspätung wurde schließlich Škoda im Jahr 2020 der Zuschlag erteilt. Dreizehn Dreiteiler des Typs Škoda ForCity Smart Artic mit 70 % Niederfluranteil sollten den Tatra-Einsatz reduzieren. Am 17. Februar 2021 erteilten die Betreiber der Straßenbahnen in Brandenburg (Havel), Cottbus und Frankfurt (Oder) offiziell den Auftrag zur Lieferung von neuen Straßenbahnen. Geliefert wird statt einer ForCity-Smart-Variante jedoch die sechsachsige ForCity-Plus-Variante 46T. Auf einen Mittelwagen mit einem nicht ausdrehbaren Fahrwerk wurden die beiden Endwagen mit je einem Antriebsdrehgestell aufgesattelt. Die Produktion der Neufahrzeuge wurde durch den Russisch-Ukrainischen Krieg verzögert und begann im Sommer 2023. Das erste Fahrzeug wurde im April 2024 ausgeliefert.

## Fahrzeuge
Die Stadtverkehrsgesellschaft mbH Frankfurt (Oder) besitzt aktuell für den Linienverkehr acht Fahrzeuge des Typs AEG GT6M (mit je ca. 60 Sitzplätzen) sowie 15 des Typs Tatra KT4DM (mit je 33 Sitzplätzen), wovon ein Fahrzeug bereits abgestellt ist. Da 13 Fahrzeuge des Typs Škoda 46T ForCity Plus (mit je 54 Sitzplätzen) bestellt sind, werden die Tatra-Fahrzeuge voraussichtlich 2025/26 komplett ersetzt werden können. Somit wird dann auch der Einsatz von Tatra-Fahrzeugen im Linienverkehr in Frankfurt (Oder) enden.
Mit Stand März 2025 sind bereits sieben Fahrzeuge des Typs Škoda 46T ForCity Plus in Frankfurt (Oder) eingetroffen. Am 16. Juni 2025 wurden sie in den Linienbetrieb gebracht.

## Betrieb

### Netz bis 2017
| Linie | Linienweg                                      | Länge   | Halte | Fahrzeit | Reisege- schwindigkeit |
| ----- | ---------------------------------------------- | ------- | ----- | -------- | ---------------------- |
| 1     | Neuberesinchen ↔ Lebuser Vorstadt              | 6,3 km  | 15    | 21 min   | 18 km/h                |
| 2     | Messegelände ↔ Europa-Universität              | 4 km    | 13    | 15 min   | 16 km/h                |
| 3     | Europa-Universität ↔ Kopernikusstr./Markendorf | 10 km   | 18    | 26 min   | 23,1 km/h              |
| 4     | Stadion ↔ Markendorf Ort                       | 10,5 km | 18    | 26 min   | 24,2 km/h              |
| 5     | Messegelände ↔ Neuberesinchen                  | 6,8 km  | 16    | 20 min   | 20,4 km/h              |

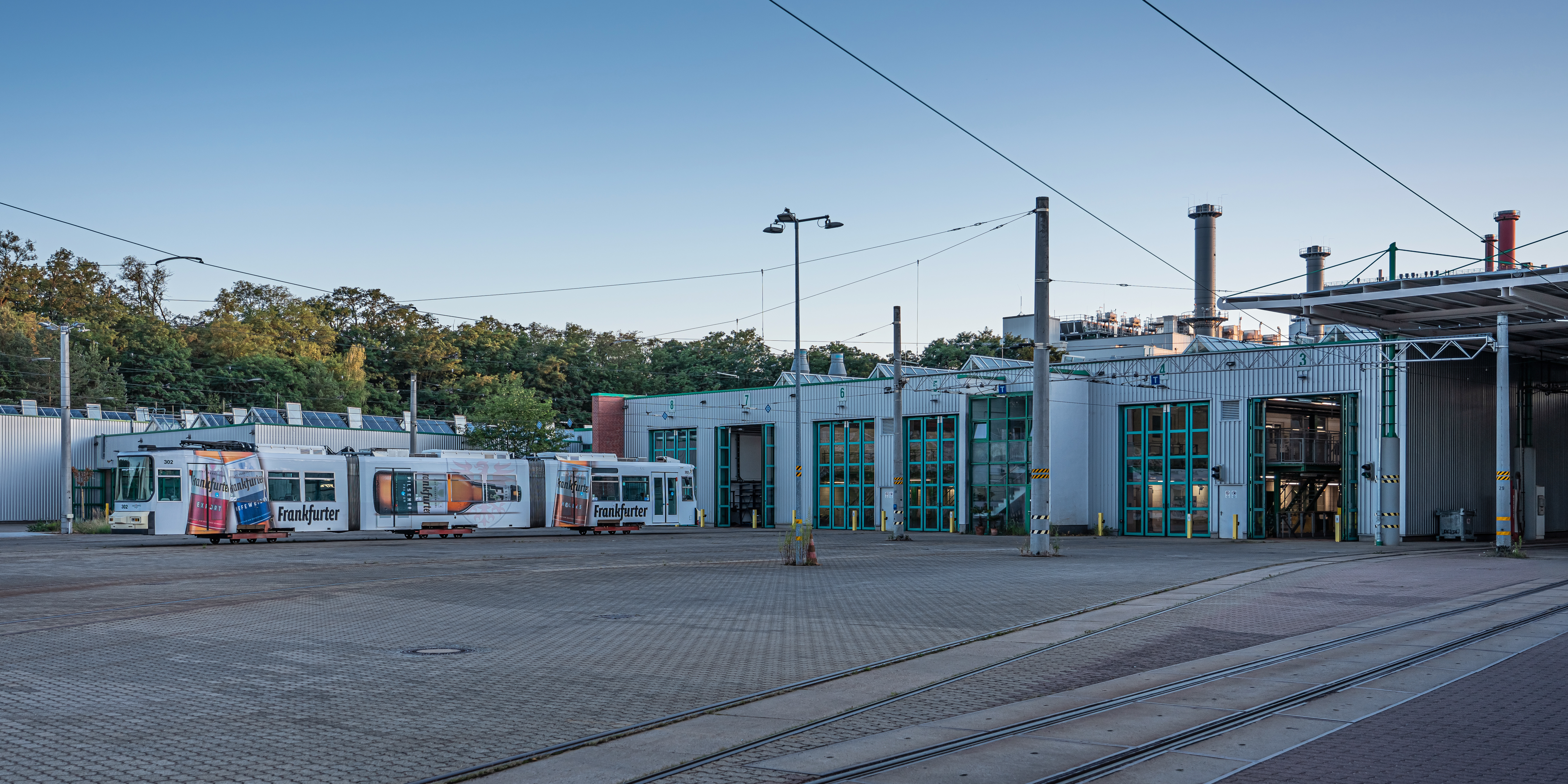
Betriebshof in Neuberesinchen

Die drei Hauptlinien 1, 2, 4 der Straßenbahn verkehrten täglich von 4.00 bis 23.30 im
- 20-Minuten-Takt: Montag bis Freitag von 6.00 bis 19.00 Uhr, Samstag von 8.30 bis 15.00 Uhr,
- 30-Minuten-Takt: Sonn- und Feiertag ganztägig (ab 6.00), Montag–Samstag vor und nach dem 20-Minuten-Takt.

Die Ergänzungslinien 3 und 5 verkehrten nur Montag bis Freitag im 20-Minuten-Takt.

### Netz seit 2017
| Linie | Linienweg                                      | Länge   | Halte | Fahrzeit | Reisege- schwindigkeit |
| ----- | ---------------------------------------------- | ------- | ----- | -------- | ---------------------- |
| 1     | Neuberesinchen ↔ Stadion                       | 4,9 km  | 11    | 16 min   | 18,4 km/h              |
| 2     | Messegelände ↔ Europa-Universität              | 4 km    | 13    | 15 min   | 16,0 km/h              |
| 3     | Europa-Universität ↔ Kopernikusstr./Markendorf | 10 km   | 18    | 26 min   | 23,1 km/h              |
| 4     | Lebuser Vorstadt ↔ Markendorf Ort              | 11,9 km | 22    | 32 min   | 22,3 km/h              |
| 5     | Messegelände ↔ Neuberesinchen                  | 6,8 km  | 16    | 20 min   | 20,4 km/h              |

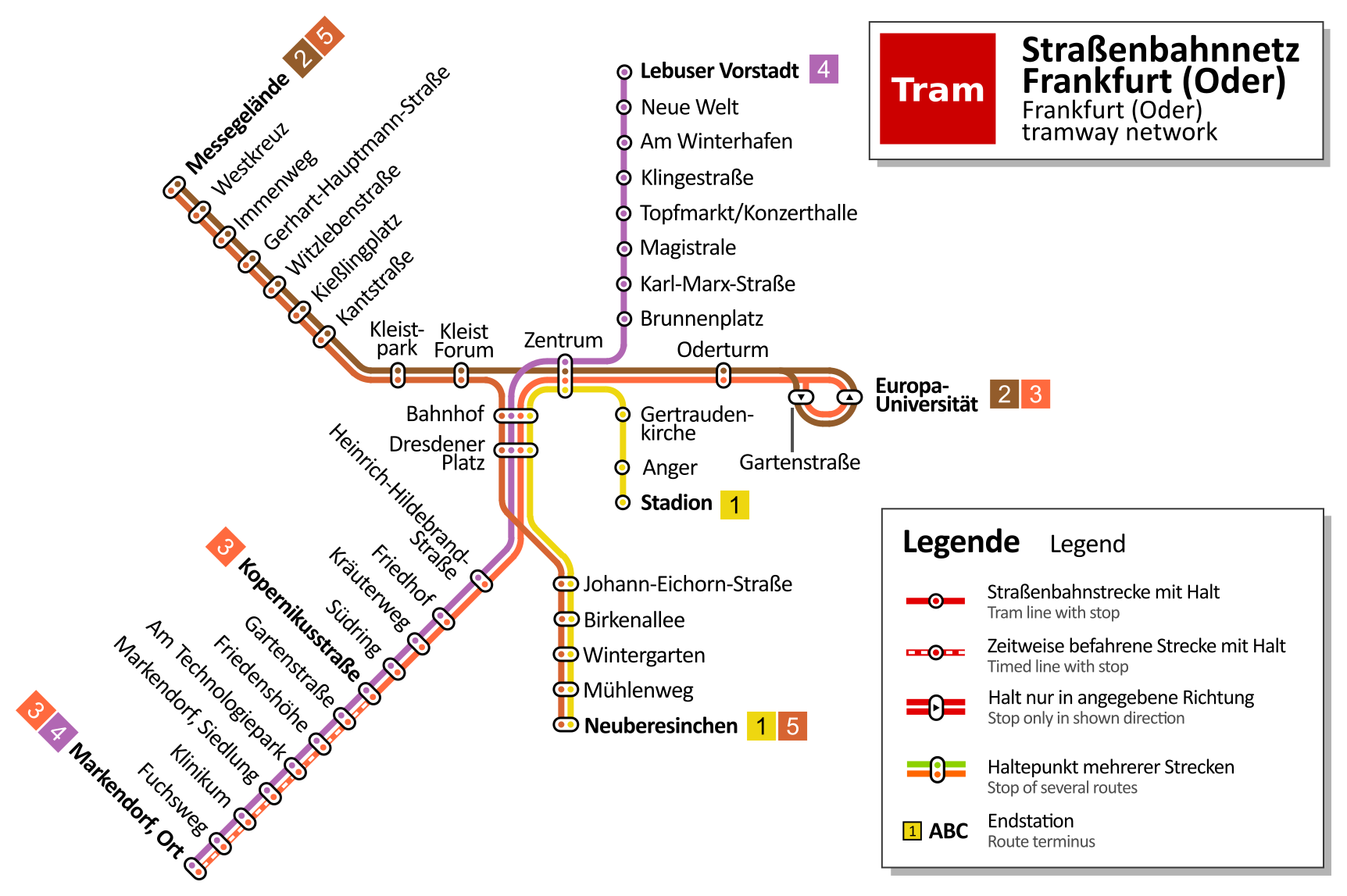
Liniennetzplan

Linie 1 verkehrt vom Neubaugebiet Neuberesinchen über den Bahnhof zum Stadion.
Linie 2 verbindet die Universitätsstandorte, also das Hauptgebäude, das Audimax und das Marion-Gräfin-Dönhoff-Gebäude mit dem Sprachenzentrum in der Witzlebenstraße bis hin zum Messegelände. Werktags wird mit Solofahrzeugen vom Typ KT4Dm und Niederflurwagen vom Typ GT6M gefahren. Am Wochenende kommen ausschließlich niederflurige GT6M zum Einsatz.
Linie 3 gilt als Verstärkerlinie zur Linie 4. Sie verkehrt Montag bis Freitag von der Europa-Universität über den Südring zur Kopernikusstraße und in der HVZ weiter über den Technologiepark und das Klinikum in den Vorort Markendorf (Ort) im 20-min-Takt. Betrieben wird diese mit GT6M sowie KT4Dm.
Linie 4, fährt von Markendorf vorbei an den neuen Solarfabriken über Südring, Bahnhof und das Zentrum in Frankfurts Norden, der Lebuser Vorstadt. Jedes zweite Fahrzeug ist ein Niederflurwagen. Diskutiert wird derzeit die Einstellung des nördlichen Abschnitts zwischen einer neu zu errichtenden Wendeschleife an der Berliner Straße und der Lebuser Vorstadt.
Linie 5 ist eine Tangentiallinie – sie fährt am Zentrum „vorbei“, vom Neubaugebiet Neuberesinchen über den Bahnhof zum Messegelände. Man hat allerdings Anschluss am Dresdener Platz oder Bahnhof aus bzw. in Richtung Zentrum. Alle 20 Minuten trifft man dort an Werktagen KT4Dm-Tatrawagen oder GT6M-Niederflurwagen an.
Mit dem Fahrplanwechsel am 10. Dezember 2017 wurde erstmals seit Jahren das Angebot stärker verändert. Seitdem ersetzen zusätzliche Fahrten der Linie 2 die Linie 5 teilweise, wodurch Neuberesinchen nur noch in der Hauptverkehrszeit im 10-Minuten-Takt angefahren wird. Damit wird dem Bevölkerungsrückgang in diesem Stadtteil Rechnung getragen.